# Tutsi

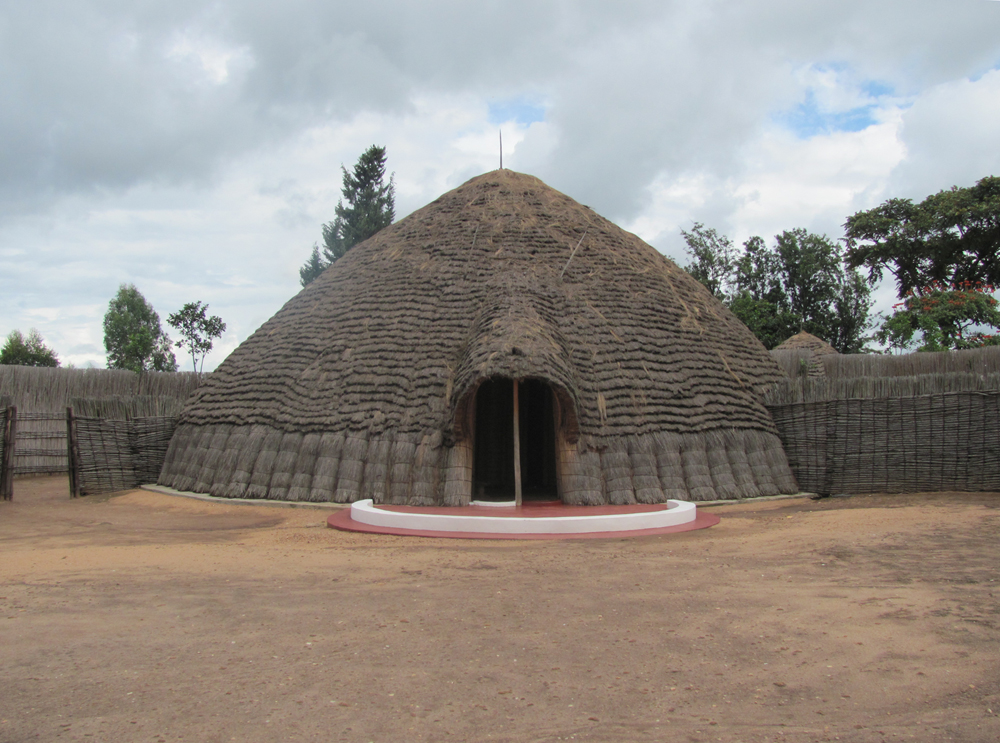
Nachbau des früheren Königspalastes von König Mutara III. Rudahigwa in Nyanza in Ruanda

Die Tutsi, auch Tussi, Batusi, Watutsi, sind eine in den ostafrikanischen Staaten Ruanda und Burundi sowie im östlichen Grenzgebiet der Demokratischen Republik Kongo lebende Volksgruppe, die oft als Ethnie bezeichnet wird, obwohl diese Definition umstritten ist, und die vor allem durch den Völkermord in Ruanda bekannt wurde, dem hunderttausende Tutsi zum Opfer fielen.

## Definition
Eine ethnische Abgrenzung der Tutsi, insbesondere gegenüber der anderen in Ruanda dominierenden Gruppe der Hutu, ist schwierig. Zwar ließen sich bereits vor dem Völkermord in Ruanda klare Abgrenzungen zwischen beiden Gruppen erfassen, etwa im Heiratsverhalten, in bestimmten kulturellen Praktiken (bei Tutsi etwa die Vermeidung von Sprache, die mit Aufnahme und Ausscheidung von Nahrung verbunden ist) und in der jeweiligen Selbstwahrnehmung. Zugleich teilen beide eine Sprache, das Kinyarwanda, sowie verschiedene Rituale und mündlich weitergegebene Erzählungen. Jedoch wird die Definition als Ethnie oft in Frage gestellt, da Hutu, Tutsi und Twa „Glaubenssystem, Sprache und Kultur teilen“, und manche Forscher sind der Ansicht, nur die Kolonialherrschaft habe vorhandene soziale Schichtungen als „rassische“ interpretiert und damit die Idee einer Ethnie konstruiert. Andererseits wird darauf hingewiesen, dass die Zuordnung von Hutu und Tutsi durch Abstammung, statt durch soziale Unterschiede, heute so sehr im Denken der Bevölkerung Ruandas verankert ist, dass dieser „ethnische“ Faktor berücksichtigt werden muss.

## Geschichte
Genetische Analysen lassen darauf schließen, dass gemeinsame Nachkommen zwischen Tutsi und Hutu schon weit vor der klaren Unterscheidung beider Gruppen im 19. Jahrhundert selten waren. Demnach besteht eine größere Nähe der Tutsi zu den Völkern des Afroasiatischen Sprachraums.
Wesentliches Unterscheidungskriterium zwischen Tutsi und Hutu war und ist deren wirtschaftliche Betätigung. Archäologische Funde aus Ruanda lassen von spätestens dem 17. Jahrhundert an auf eine starke wirtschaftliche Ausdifferenzierung der Volksgruppen nach Ackerbau, Pastoralismus und Wildbeutertum erkennen. Die Verwendung des Begriffs Tutsi lässt sich ebenfalls erstmals im 17. Jahrhundert fassen und beschrieb damals eine Elite innerhalb der größeren Gruppe der Pastoralisten, die insgesamt als Hima bezeichnet wurden. Im Königreich Ruanda definierte sich die Zugehörigkeit zur Gruppe der Tutsi sowohl wirtschaftlich als auch ethnisch. Der Status wurde in der Regel vererbt, aber auch Angehörige der vor allem Ackerbau betreibenden Hutu konnten in Einzelfällen bei großem Rinderbesitz den Status eines Tutsi erreichen. Umgekehrt konnten Tutsi durch den Verlust ihrer Herden zu Hutu werden. Die Unterscheidung zwischen Tutsi und Hutu scheint sich unter König Yuhi Mazimpaka (1735–1766) durchgesetzt zu haben und beschrieb in diesem Zeitraum die Tutsi als eigentliche Kämpfer während militärischer Auseinandersetzungen, während mit Hutu die Träger von Waffen und Ausrüstung der Kämpfer gemeint waren. Diese Unterscheidung scheint sich in den folgenden Jahrzehnten verstetigt und vertieft zu haben. So wurde 1870 den Hutu eine Art Frondienst auferlegt, von denen die Herdenhalter ausgenommen waren. Für das späte 19. Jahrhundert lässt sich auch eine striktere Trennung der Heiratsnetzwerke zwischen den beiden Volksgruppen nachweisen.
Die heute verbreitete Auffassung der Volkszugehörigkeit und der strikten ethnischen Unterscheidung von Tutsi und Hutu beruht vor allem auf Zuschreibungen während der deutschen und belgischen Kolonialzeit vom Ende des 19. Jahrhunderts an. In diesem Rahmen erhielten Tutsi Leitungsaufgaben innerhalb der Kolonie, was auch der vorherigen Gesellschaftsordnung entsprach. Diese Handhabung wurde durch phänotypologisch zugeschriebene Körpermerkmale und die Hamitentheorie gestützt, der zufolge die Tutsi entweder aus Richtung Ägypten oder vom Horn von Afrika eingewandert und durch ihre genetische Nähe zu den Hamiten „höherwertig“ seien. Die Erzählung von den eingewanderten Tutsi hat sich zum Teil bis in die Gegenwart gehalten.

## Politische Rolle
Nach der Unabhängigkeit Ruandas im Jahr 1962 übernahmen schnell die Hutu die Vorherrschaft im Staat. Häufige Pogrome gegen die Tutsi führten zu einer Massenauswanderung von schätzungsweise 30.000 Tutsi in Nachbarländer, vor allem Uganda, von wo gelegentlich kriegerische Versuche unternommen wurden, um die Macht in Ruanda zu erlangen, was die Verfolgung der Tutsi in Ruanda noch verstärkte. Man rechnet während der 1960er Jahre mit etwa 20.000 Opfern unter Tutsi. Nach dem Putsch des Generals Juvénal Habyarimana 1973 wurden den Tutsi Quoten im Staatsdienst zugesprochen, was allerdings den „ethnischen“ Faktor der Volksgruppe noch mehr verankerte, da diese nun auch im Pass vermerkt wurde. Ab 1990 fanden neue militärische Vorstöße der in Uganda gegründeten Tutsi-Guerilla Ruandische Patriotische Front nach Ruanda statt; während des dadurch entfesselten Bürgerkrieges wurde das Flugzeug des Präsidenten Habyarimana 1994 abgeschossen, was zum Auslöser des Völkermord an den in Ruanda lebenden Tutsi wurde. In etwa hundert Tagen fielen den Massakern rund drei Viertel der ruandischen Tutsi zum Opfer; die Gesamtzahl der Opfer, die auch gemäßigte Hutu einschließt, wird auf 800.000 geschätzt. Später spielten die Tutsi die dominierende Rolle bei der Aufarbeitung des Völkermords in den bis 2012 bestehenden so genannten Gacaca-Gerichten.